# Edwin Bakker (hoogleraar)
Edwin Bakker (Leiden, 20 oktober 1967) is een Nederlands hoogleraar en terrorisme deskundige. Hij is directeur van het Centre for Terrorism and Counterterrorism (CTC) van de Universiteit Leiden - Campus Den Haag en hoogleraar (Counter-)Terrorism Studies. Hij bekleedt ook de functie van Research Fellow aan het International Centre for Counter Terrorism in Den Haag.
In 1997 promoveerde Bakker met zijn proefschrift over de minderheidsconflicten in Slowakije en Hongarije. Hij is afgestudeerd aan de rijksuniversiteit Groningen, waar hij Economische Geografie studeerde. Tijdens de Golfoorlog van 1990-1991 was hij op vakantie in Irak en kon dat land een tijd niet verlaten. Van 2003 tot 2010 was Bakker werkzaam bij het Clingendael. Hij was het hoofd van het Veiligheid en Conflict Programma.
Bakker is tevens gastdocent aan de NAVO-defensiecollege in Rome en lid van het Netherlands Helsinki Committee. Hij is ook instructeur van de MOOC "Terrorisme en Terrorismebestrijding: het Vergelijken van Theorie en Praktijk]" op Coursera.